# Rapina a Stoccolma
Rapina a Stoccolma (Stockholm) è un film del 2018 scritto e diretto da Robert Budreau, con protagonisti Ethan Hawke, Noomi Rapace e Mark Strong.
La pellicola, basata sull'articolo del New Yorker scritto da Daniel Lang, narra le vicende della rapina alla Sveriges Kredit Bank di Stoccolma avvenuta nel 1973, da cui ha origine l'espressione sindrome di Stoccolma.

## Trama
Nel 1973 un uomo armato, Nystroem, scambiato per un americano, assalta una filiale nel centro di Stoccolma del Kreditbanken. Alla fine le autorità, guidate dal capo della polizia Mattsson, vengono a sapere della sua richiesta: 1 milione di dollari, il rilascio del rapinatore di banche e assassino Gunnar Sorensson ed un'auto come quella di Steve McQueen. Tuttavia Sorensson ha fatto un patto con Mattsson per incastrare il socio. In banca ci sono tre ostaggi da salvare, Bianca, Klara ed Elov, i quali iniziano però a solidarizzare con i criminali. I due criminali e i tre ostaggi iniziano a progettare la loro fuga insieme. Davanti al veto del Primo Ministro a lasciare andare gli ostaggi con i criminali, Nystroem e una degli ostaggi, Bianca, fingono che il primo le spari durante un finto tentativo di fuga per convincere Mattsson e la polizia della determinazione dei criminali a fuggire con gli ostaggi. La polizia crede quindi che Bianca sia morta. La notte prima della fuga Nystroem e Bianca scoprono di essere attratti l’uno dall’altra e si abbandonano alla passione. Arrivato il permesso, Nystroem, Sorensson e due ostaggi escono dalla banca e salgono sulla Ford Mustang messa a disposizione dalla polizia, ma un agente spara inavvertitamente a una ruota costringendo i quattro a rientrare in banca. Nel frattempo Mattsson ha scoperto che Bianca non è morta e riesce a chiudere tutti e cinque nel caveau della banca e i suoi agenti iniziano a sparare gas lacrimogeno. Alla fine Nystroem, Sorensson e i tre ostaggi escono e la polizia arresta i due mentre gli ostaggi li abbracciano affettuosamente. Nystroem va in carcere e Sorensson sarà liberato per il patto stretto con Mattsson. Il film si chiude con la visita in carcere di Bianca, che non lo ha dimenticato, a Nystroem.

## Produzione
Il regista e sceneggiatore Robert Budreau ha preso l'idea per il film da un articolo del 1975 del The New Yorker che parlava dell'origine dell'espressione sindrome di Stoccolma.
Il 27 gennaio 2017 il progetto entra in produzione con l'annuncio di Ethan Hawke e Noomi Rapace nel cast.
Le riprese del film sono iniziate nell'aprile 2017.

## Promozione
Il primo trailer originale del film viene diffuso il 27 febbraio 2019, mentre la versione italiana il 28 maggio 2019.

## Distribuzione
La pellicola è stata presentata al Tribeca Film Festival il 19 aprile 2018 e distribuita nelle sale cinematografiche statunitensi a partire dal 12 aprile 2019, mentre in quelle italiane dal 20 giugno dello stesso anno.

## Accoglienza

### Critica
Sull'aggregatore Rotten Tomatoes il film riceve il 68% delle recensioni professionali positive, con un voto medio di 5,97 su 10 basato su 79 critiche, mentre su Metacritic ottiene un punteggio di 55 su 100 basato su 17 critiche.

## Riconoscimenti
- 2019 - Canadian Screen Awards
  - Migliori acconciature a Peggy Kyriakidou
  - Miglior sceneggiatura adattata a Robert Budreau
  - Candidatura per i miglior costumi a Lea Carlson
  - Candidatura per il miglior montaggio a Richard Comeau
  - Candidatura per il miglior montaggio sonoro a Lee Walpole, Thomas Huhn, Tom van Heesch
  - Candidatura per i migliori effetti visivi a Fredrik Nord, Robert Crowther
- 2019 - Canadian Society of Cinematographers
  - Miglior fotografia per un film a Brendan Steacy
- 2019 - Method Fest Independent Film Festival
  - Miglior attore a Ethan Hawke
  - Candidatura per la miglior attrice a Noomi Rapace